# Nicolás Fedor
Miku, właśc. Nicolás Ladislao Fedor Flores – wenezuelski piłkarz, urodzony 19 sierpnia 1985 roku w Caracas, grający na pozycji napastnika w drużynie Celtic F.C. Posiada także obywatelstwo węgierskie.

## Kariera klubowa
Miku rozpoczął treningi w szkółce piłkarskiej Santo Tomás de Villanueva w Caracas, z którą zdobył liczne trofea i nagrody w różnych kategoriach wiekowych. 
W 2001 roku dołączył do szkółki piłkarskiej Valencii.
Od sezonu 2004-05 był wypożyczany do zespołów grących w II i III lidze hiszpańskiej: CD Alcoyano, UD Salamanca, Ciudad de Murcia, Gimnàstic Tarragona i ponownie do UD Salamanca.
Po zakończeniu sezonu 2008-09 powrócił do Valencii. W pierwszym oficjalnym meczu w barwach tego klubu, rozegranym 27 sierpnia 2009 roku na Estadio Mestalla przeciwko Stabæk IF w ramach rozgrywek Ligi Europy, zdobył 3 bramki.

## Kariera reprezentacyjna
Miku zadebiutował w reprezentacji Wenezueli 16 sierpnia 2006 roku w towarzyskim meczu przeciwko Hondurasowi. Pierwszego gola dla reprezentacji zdobył w towarzyskim meczu z Nową Zelandią. Zdobył także bramkę w meczu eliminacji do Mistrzostw Świata w 2010 roku przeciwko Kolumbii.
Łącznie dla pierwszej reprezentacji Wenezueli rozegrał 35 spotkań w których strzelił 9 bramek.

## Statystyki
| Klub                                                                                             | Sezon          | Liga               | Liga  | Liga   | Puchar | Puchar | Europejskie puchary | Europejskie puchary | Europejskie puchary | Razem | Razem  |
| Klub                                                                                             | Sezon          | Rozgrywki          | Mecze | Bramki | Mecze  | Bramki | Rozgrywki           | Mecze               | Bramki              | Mecze | Bramki |
| ------------------------------------------------------------------------------------------------ | -------------- | ------------------ | ----- | ------ | ------ | ------ | ------------------- | ------------------- | ------------------- | ----- | ------ |
| CD Alcoyano                                                                                      | 2004-05        | Segunda División B | 21    | 5      | -      | -      | -                   | -                   | -                   | 21    | 5      |
| UD Salamanca                                                                                     | 2005-06        | Segunda División B | 37    | 20     | -      | -      | -                   | -                   | -                   | 37    | 20     |
| Ciudad de Murcia                                                                                 | 2006-07 jesień | Segunda División   | 8     | 0      | 1      | 0      | -                   | -                   | -                   | 9     | 0      |
| Valencia CF B                                                                                    | 2006-07 wiosna | Segunda División B | 15    | 1      | -      | -      | -                   | -                   | -                   | 15    | 1      |
| Gimnàstic Tarragona                                                                              | 2007-08        | Segunda División   | 29    | 2      | 1      | 0      | -                   | -                   | -                   | 30    | 2      |
| UD Salamanca                                                                                     | 2008-09        | Segunda División   | 37    | 15     | 2      | 1      | -                   | -                   | -                   | 39    | 16     |
| Valencia CF                                                                                      | 2009–10        | Primera División   | 2     | 0      |        |        | Liga Europy         | 3                   | 3                   | 5     | 3      |
| Getafe CF                                                                                        | 2009–10        | Primera División   | 16    | 5      |        |        | -                   | -                   | -                   | 16    | 5      |
| Getafe CF                                                                                        | 2010–11        | Primera División   | 24    | 7      |        |        | Liga Europy         | 4                   | 0                   | 28    | 7      |
| Getafe CF                                                                                        | 2011–12        | Primera División   | 38    | 12     |        |        | -                   | -                   | -                   | 38    | 12     |
| Getafe CF                                                                                        | 2012–13        | Primera División   | 2     | 0      |        |        | -                   | -                   | -                   | 2     | 0      |
| Celtic F.C.                                                                                      | 2012–13        | Primera División   | 11    | 2      |        |        | Liga Mistrzów UEFA  | 2                   | 0                   | 13    | 2      |
| Getafe CF                                                                                        | 2013–14        | Primera División   | 5     | 2      |        |        | -                   | -                   | -                   | 5     | 2      |
| Razem                                                                                            | Razem          | Razem              | 245   | 71     | 4      | 1      |                     | 9                   | 3                   | 258   | 74     |
| Statystyki aktualne na dzień 24 września 2013 http://www.ciberche.net/histoche/player.php?id=744 |                |                    |       |        |        |        |                     |                     |                     |       |        |

## Gole wreprezentacji Wenezueli
| #                                  | Data             | Miejsce                                                   | Przeciwnik    | Gol | Wynik | Zawody          |
| ---------------------------------- | ---------------- | --------------------------------------------------------- | ------------- | --- | ----- | --------------- |
| 1.                                 | 28 marca 2007    | Estadio José Encarnación Romero, Maracaibo, Wenezuela     | Nowa Zelandia | 4–0 | 5–0   | Mecz towarzyski |
| 2.                                 | 22 sierpnia 2007 | Estadio Antonio Oddone Sarubbi, Ciudad del Este, Paragwaj | Paragwaj      | 1–1 | 1–1   | Mecz towarzyski |
| 3.                                 | 31 marca 2009    | Estadio Polideportivo Cachamay, Puerto Ordaz, Wenezuela   | Kolumbia      | 1–0 | 2–0   | El. do MŚ 2010  |
| 4.                                 | 9 września 2009  | Estadio Olímpico Luis Ramos, Puerto la Cruz, Wenezuela    | Peru          | 1–0 | 3–1   | El. do MŚ 2010  |
| 5.                                 | 9 września 2009  | Estadio Olímpico Luis Ramos, Puerto la Cruz, Wenezuela    | Peru          | 2–1 | 3–1   | El. do MŚ 2010  |
| Aktualne na dzień 10 września 2009 |                  |                                                           |               |     |       |                 |

## Osiągnięcia
- Gimnàstic Tarragona
  - Puchar Katalonii – 2007